# Sarapul
Sarapul (tiếng Nga: Сарапул) là một thành phố Nga. Thành phố này thuộc chủ thể Cộng hòa Udmurt. Thành phố có dân số 103.141 người (theo điều tra dân số năm 2002). Đây là thành phố lớn thứ 157 của Nga theo dân số năm 2002.